# Asco, Haute-Corse
Asco är en kommun i departementet Haute-Corse på ön Korsika i Frankrike. Kommunen ligger i kantonen Castifao-Morosaglia som tillhör arrondissementet Corte. År 2022 hade Asco 116 invånare.
På korsikanska heter orten Ascu.

## Befolkningsutveckling
Antalet invånare i kommunen Asco
Referens:INSEE